# Église Sainte-Marie-Madeleine (Braga)
Pour les articles homonymes, voir Église Sainte-Marie-Madeleine.
L'église Sainte-Marie-Madeleine est une église baroque située à Falperra, faubourg de Braga se trouvant sur les hauteurs. Elle est dédiée à sainte Marie-Madeleine, sœur de  Marthe et Lazare.

## Histoire
L'église est bâtie à l'emplacement d'un ermitage médiéval qui a laissé place à une église plus importante dans le premier tiers du XVIe siècle. L'église actuelle est bâtie au début du XVIIIe siècle selon les dessins d'André Soares, fameux architecte de Braga, à l'initiative de Mgr Rodrigo de Moura Teles, archevêque de Braga. L'église est inscrite à la liste du patrimoine protégé au niveau national depuis le 3 novembre 2016. Elle fait partie d'un ensemble, le sanctuaire de Falperra, comprenant en plus un ancien couvent franciscain, la chapelle Sainte-Marthe, la chapelle de Falperra, un ancien four à pain, la fontaine aux Mascarons et la fontaine du Lion.

## Description
L'église de style baroque tardif rococo est de plan heptagonal, cas unique dans la région. Sa façade exubérante présente des ornementations de granite, en particulier une statue de Marie-Madeleine au milieu flanquée sous les tourelles des bustes de Marthe et de Lazare.
L'intérieur est richement décoré avec des retables dorés et les parois sont recouvertes d'azulejos.

## Source de la traduction
- (pt) Cet article est partiellement ou en totalité issu de l’article de Wikipédia en portugais intitulé « Igreja de Santa Maria Madalena (Braga) » (voir la liste des auteurs).